# Superliga Austríaca de Basquetebol de 2019-20
A Temporada da Liga Austríaca de Basquetebol de 2019-20, oficialmente Admiral Basketball Superliga por razões de patrocinadores, é a 74ª edição da competição de primeiro nível do basquetebol masculino na Áustria.

## Clubes participantes
| Clube                        | Cidade         | Arena                     | Capacidade |
| ---------------------------- | -------------- | ------------------------- | ---------- |
| Arkadia Traiskirchen Lions   | Traiskirchen   | Lions Dome                | 1 200      |
| BC Hallmann Vienna           | Viena          | Wiener Stadthalle B       | 1 000      |
| BK IMMOunited Dukes          | Klosterneuburg | Happyland Klosterneuburg  | 1 000      |
| Kapfenberg Bulls             | Kapfenberg     | Sporthalle Walfersam      | 1 000      |
| Raffeisen Flyers Wels        | Wels           | Raiffeisen Arena          | 1 700      |
| SKN St. Pölten Basketball    | Sankt Pölten   | Sport Zentrum             | 1 000      |
| Swans Gmunden                | Gmunden        | Volksbank Arena           | 2 200      |
| UBSC Raiffeisen Graz         | Graz           | Raiffeisen Sportpark Graz | 3 000      |
| UNGER STEEL Gunners Oberwart | Oberwart       | Sporthalle Oberwart       | 1 700      |
| Vienna DC Timberwolves       | Viena          | Wiener Stadthalle B       | 1 000      |

## Tabela

### Rodadas 1 a 22
| ↓ Casa\Visitante →           | TRA    | VIE     | DUK    | KAP   | WEL    | STP     | GMU     | GRZ    | OBE    | WOL    |
| ---------------------------- | ------ | ------- | ------ | ----- | ------ | ------- | ------- | ------ | ------ | ------ |
| Arkadia Traiskirchen Lions   |        | 88-76   | 72-76  | 59-88 | 60-88  | 63-80   | 67-88   | 92-82  | 52-83  | 89-65  |
| BC Hallmann Vienna           | 100-67 |         | 98-83  | 72-97 | 73-80  | 79-93   | 101-106 | 64-60  | 93-101 | 95-81  |
| BK IMMOunited Dukes          | 87-51  | 89-69   |        | 70-60 | 76-66  | 82-80   | 87-94   | 92-84  | 74-81  | 85-60  |
| Kapfenberg Bulls             | 75-65  | 94-73   | 66-58  |       | 79-74  | 91-73   | 87-80   | 88-74  | 87-80  | 94-80  |
| Raffeisen Flyers Wels        | 93-83  | 76-84   | 58-73  | 67-58 |        | 87-88   | 72-106  | 85-69  | 101-91 | 84-67  |
| SKN St. Pölten Basketball    | 84-69  | 101-92  | 86-106 | 89-69 | 75-71  |         | 74-85   | 95-72  | 68-107 | 73-64  |
| Swans Gmunden                | 90-49  | 90-74   | 59-64  | 94-76 | 107-89 | 76-82   |         | 101-84 | 85-75  | 91-66  |
| UBSC Raiffeisen Graz         | 107-73 | 83-77   | 79-84  | 78-85 | 67-87  | 75-98   | 81-107  |        | 75-87  | 88-72  |
| UNGER STEEL Gunners Oberwart | 112-67 | 103-98  | 68-76  | 63-62 | 84-73  | 83-71   | 85-90   | 87-73  |        | 112-61 |
| Vienna DC Timberwolves       | 83-76  | 100-105 | 73-107 | 61-91 | 61-83  | 105-100 | 49-94   | 62-81  | 90-92  |        |

## Segunda fase

### Grupo 1º ao 6º
| Pos | Equipe                       | J  | V  | D  | Pts | P+ / P-   | SP  |     | C/V    | GMU   | DUK    | KAP   | OBE    | SPO   | WEL |
| --- | ---------------------------- | -- | -- | -- | --- | --------- | --- | --- | ------ | ----- | ------ | ----- | ------ | ----- | --- |
| 1   | BK IMMOunited Dukes          | 23 | 18 | 5  | 22  | 1917/1721 | 196 | GMU |        |       | 104-77 |       | 115-85 |       |     |
| 2   | Kapfenberg Bulls             | 23 | 17 | 6  | 21  | 1853/1703 | 150 | DUK | 91-83  |       |        | 91-83 |        |       |     |
| 3   | Swans Gmunden                | 23 | 17 | 6  | 19  | 2127/1810 | 317 | KAP |        | 92-89 |        |       | 90-73  |       |     |
| 4   | UNGER STEEL Gunners Oberwart | 23 | 16 | 7  | 19  | 1999/1805 | 194 | OBE | 103-97 |       | 56-70  |       |        | 83-77 |     |
| 5   | SKN St. Pölten Basketball    | 23 | 12 | 11 | 13  | 1911/1928 | -17 | SPO |        | 73-89 |        | 74-80 |        | 96-78 |     |
| 6   | Raffeisen Flyers Wels        | 23 | 10 | 13 | 11  | 1838/1830 | 8   | WEL | 92-85  | 86-88 | 71-77  |       |        |       |     |

### Grupo 7º ao 10º
| Pos | Equipe                     | J | V | D | Pts | P+ / P- | SP  | Classificação                  |     | C/V   | VIE   | GRZ   | TRA   | WOL |
| --- | -------------------------- | - | - | - | --- | ------- | --- | ------------------------------ | --- | ----- | ----- | ----- | ----- | --- |
| 1   | UBSC Raiffeisen Graz       | 9 | 6 | 3 | 12  | 785/702 | 83  | Classificados para os Playoffs | VIE |       | 91-99 | 89-69 |       |     |
| 2   | BC Hallmann Vienna         | 9 | 6 | 3 | 12  | 784/733 | 51  | Classificados para os Playoffs | GRZ |       |       |       | 92-76 |     |
| 3   | Arkadia Traiskirchen Lions | 9 | 4 | 5 | 8   | 714/763 | -49 | Repescagem                     | TRA |       | 95-93 |       | 65-68 |     |
| 4   | Vienna DC Timberwolves     | 9 | 2 | 7 | 4   | 693/778 | -85 | Repescagem                     | WOL | 86-87 |       |       |       |     |

## Playoffs
|  | Quartas de final | Quartas de final | Quartas de final |  |  | Semifinais | Semifinais | Semifinais |  |  | Final | Final | Final |
|  |                  |                  |                  |  |  |            |            |            |  |  |       |       |       |
|  |                  |                  |                  |  |  |            |            |            |  |  |       |       |       |
|  | 1                |                  |                  |  |  |            |            |            |  |  |       |       |       |
|  | 8                |                  |                  |  |  |            |            |            |  |  |       |       |       |
|  |                  |                  |                  |  |  |            |            |            |  |  |       |       |       |
|  |                  |                  |                  |  |  |            |            |            |  |  |       |       |       |
|  |                  |                  |                  |  |  |            |            |            |  |  |       |       |       |
|  | 4                |                  |                  |  |  |            |            |            |  |  |       |       |       |
|  |                  |                  |                  |  |  |            |            |            |  |  |       |       |       |
|  | 5                |                  |                  |  |  |            |            |            |  |  |       |       |       |
|  |                  |                  |                  |  |  |            |            |            |  |  |       |       |       |
|  |                  |                  |                  |  |  |            |            |            |  |  |       |       |       |
|  | 2                |                  |                  |  |  |            |            |            |  |  |       |       |       |
|  | 7                |                  |                  |  |  |            |            |            |  |  |       |       |       |
|  |                  |                  |                  |  |  |            |            |            |  |  |       |       |       |
|  |                  |                  |                  |  |  |            |            |            |  |  |       |       |       |
|  |                  |                  |                  |  |  |            |            |            |  |  |       |       |       |
|  | 3                |                  |                  |  |  |            |            |            |  |  |       |       |       |
|  |                  |                  |                  |  |  |            |            |            |  |  |       |       |       |
|  | 6                |                  |                  |  |  |            |            |            |  |  |       |       |       |

#### Quartas de final
| Time 1 | Série | Time 2 | 1º Jogo | 2º Jogo | 3º Jogo | 4º Jogo | 5º Jogo |
| ------ | ----- | ------ | ------- | ------- | ------- | ------- | ------- |
|        | -     |        |         |         |         |         |         |
|        | -     |        |         |         |         |         |         |
|        | -     |        |         |         |         |         |         |
|        | -     |        |         |         |         |         |         |

#### Semifinal
| Time 1 | Série | Time 2 | 1º Jogo | 2º Jogo | 3º Jogo | 4º Jogo | 5º Jogo |
| ------ | ----- | ------ | ------- | ------- | ------- | ------- | ------- |
|        | -     |        |         |         |         |         |         |
|        | -     |        |         |         |         |         |         |

#### Final
| Time 1 | Série | Time 2 | 1º Jogo | 2º Jogo | 3º Jogo | 4º Jogo | 5º Jogo |
| ------ | ----- | ------ | ------- | ------- | ------- | ------- | ------- |
|        | -     |        |         |         |         |         |         |

### Premiação
| Admiral BSL de 2019-20 |
| ---------------------- |
| ?º Título              |

## Supercopa da Áustria 2019
Em jogo de pré-temporada, como ocorre desde 2002, reuniram-se em jogo único as equipes do Kapfenberg Bulls (Campeão Austríaco e da Copa da Áustria) e Swans Gmunden (finalista da Copa da Áustria).
| 23 de setembro de 2019 19:00 CET | relatório | Kapfenberg Bulls                                                        | 68–60 | Swans Gmunden                                                        |  | SPH Walfersam, Kapfenberg Público: 750 |  |
| 23 de setembro de 2019 19:00 CET | relatório | 'Placar por quarto: 16-19, 14-11, 14-10, 24-20                          |       |                                                                      |  | SPH Walfersam, Kapfenberg Público: 750 |  |
| 23 de setembro de 2019 19:00 CET | relatório | Pts: Marino Sarlija 13 Rbts: Bogic Vujosevic 9 Asts: Bogic Vujosevic 10 |       | Pts: Enis Murati 13 Rbts: Javiom Ogunyemi 8 Asts: Daniel Friedrich 3 |  | SPH Walfersam, Kapfenberg Público: 750 |  |

### Premiação
| SuperCopa da Áustria de 2019 |
| ---------------------------- |
| Kapfenberg Bulls 6º Título   |

## Copa da Áustria de 2019-20

### Final Four emMultiversum Schwechat
|  | Meias-finais | Meias-finais             | Meias-finais         |    |  | Final            | Final | Final |
|  |              |                          |                      |    |  |                  |       |       |
|  | 1            | Vienna DC Timberwolves   | 60                   |    |  |                  |       |       |
|  | 4            | Klosterneuburg Dukes     | 84                   |    |  |                  |       |       |
|  |              |                          |                      |    |  | Kapfenberg Bulls | 83    |       |
|  |              |                          | Klosterneuburg Dukes | 68 |  |                  |       |       |
|  | 2            | Kapfenberg Bulls         | 89                   |    |  |                  |       |       |
|  | 3            | SKN St.Pölten Basketball | 71                   |    |  |                  |       |       |

### Premiação
| Copa da Áustria de 2019-20 |
| -------------------------- |
| Kapfenberg Bulls 6º Título |

## Clubes austríacos em competições internacionais
| Clube                | Competição        | Resultado                                                                  |
| -------------------- | ----------------- | -------------------------------------------------------------------------- |
| Kapfenberg Bulls     | Liga dos Campeões | Eliminado na Primeira Ronda de classificação por Kyiv Basket (66-66;63-73) |
| Kapfenberg Bulls     | Copa Europeia     | Eliminado na Fase de grupos na 4ª colocação (1v - 5d)                      |
| BK IMMOunited Dukes  | Copa Alpe Ádria   | Eliminado na temporada regular (3º no Gr. A com 1v - 5d)                   |
| Swans Gmunden        | Copa Alpe Ádria   | Eliminado nas semifinais por BK Děčín (71-96;101-110)                      |
| BC Hallmann Vienna   | Copa Alpe Ádria   |                                                                            |
| UBSC Raiffeisen Graz | Copa Alpe Ádria   | Eliminado na temporada regular (3º no Gr. D com 0v - 6d)                   |